# جامينتون كامباز
جامينتون كامباز (مواليد 24 مايو 2000) هو لاعب كرة قدم كولومبي يلعب في مركز الوسط المهاجم في نادي غريميو بورتو أليغرينزي.